# Sh2-104
Sh2-104 è una nebulosa a emissione visibile nella costellazione del Cigno.
Si individua nella parte centro-meridionale della costellazione, circa 4° a SSW della stella Sadr (γ Cygni); il periodo migliore per la sua osservazione nel cielo serale ricade fra i mesi di giugno e novembre ed è facilitata dalle regioni situate nell'emisfero boreale terrestre.
Si tratta di una regione H II di forma grosso modo circolare con un'area più scura che attraversa la sua regione centro-settentrionale; nella sua direzione si estende un lungo e spesso filamento nebuloso facente parte della grande regione nebulosa di Cygnus X. Nel Catalogo Sharpless si ipotizza una sua appartenenza fisica a questo complesso, mentre gli studi successivi hanno evidenziato che la sua distanza è ben superiore a quella di Cygnus X, aggirandosi attorno ai 4400 parsec (oltre 14300 anni luce); una simile distanza colloca Sh2-104 nelle regioni esterne della Via Lattea, probabilmente in corrispondenza del Braccio di Perseo. La massa della nebulosa è stimata sulle 450 M⊙, mentre la principale fonte della ionizzazione dei gas sarebbe una stella blu di sequenza principale con classe spettrale O6V. L'azione del vento stellare della giovane stella massiccia ionizzante ha generato una bolla in espansione a forma di anello, lungo la quale si osservano quattro grandi condensazioni molecolari, a loro volta suddivise in alcuni densi nuclei. Il centro della nebulosa ospita invece un giovanissimo ammasso aperto ben visibile nella banda dell'infrarosso, dove sono state osservate alcune sorgenti (fra le quali IRAS 20156+3639 e IRAS 20160+3636); fra le componenti dell'ammasso vi è almeno una stella massiccia, responsabile della ionizzazione di una regione H II ultracompatta.